# Халимбетов, Жолдасбай
Жолдасбай Халимбетов (09.08.1924 — ?) — командир отделения 113-го гвардейского стрелкового полка (38-я гвардейская стрелковая дивизия, 70-я армия, 2-й Белорусский фронт) гвардии младший сержант, участник Великой Отечественной войны, кавалер ордена Славы трёх степеней.

## Биография
Родился 9 августа 1924 года в посёлке Бахытлы ныне Чимбайского района Республики Каракалпакстан (Узбекистан) в семье крестьянина. Каракалпак (в наградных документах – казах). Образование начальное. Работал бригадиром в колхозе.
В 1942 году был призван в Красную армию Чимбайским райвоенкоматом. С июня 1943 года в Действующей армии. К началу 1944 года воевал с рядах 120-й гвардейской стрелковой дивизии, пулемётчиком 5-й стрелковой роты 2-го стрелкового батальона 336-го гвардейского стрелкового полка.
Во второй половине февраля 1944 года дивизия в ходе Рогачёвско-Жлобинской операции форсировала Днепр, во взаимодействии с другими соединениями армии прорвала сильно укреплённую оборону немецко-фашистских войск и освободила Рогачёв.
28 февраля 1944 года при форсировании реки Днепр в 5 км сев.-восточнее города Рогачёв (Гомельская область, Белоруссия) гвардии рядовой Халимбетов одним из первых в роте ворвался в траншею противника и огнём из ручного пулемёта сразил более 10 гитлеровцев. При освобождении деревни Озерица (Рогачёвский район), первым поднявшись в атаку, увлёк за собой отделение и успешно выполнил боевую задачу.
Приказом по частям 120-й гвардейской стрелковой дивизии от 2 марта 1944 года № 44/н гвардии рядовой Халимбетов Жолдасбай (в приказе – Халинбетов Жолдасвай) награждён орденом Славы 3-й степени.
В Белорусской операции дивизия в составе войск 1-го Белорусского фронта принимала участие в прорыве глубоко эшелонированной обороны противника северо-восточнее Бобруйска, окружении его крупной группировки в районе города и развитии наступления в направлении Новогрудок, Волковыск.
24 июня 1944 года при прорыве обороны противника в районе села Гвардейское (Рогачёвский район Гомельской области) гвардии младший сержант Халимбетов в числе первых ворвался во вражескую траншею, убил 45 гитлеровцев. 27 июня в районе деревни Новая Шароевщина уничтожил пулемётчика, захватил пулемёт и 6 вражеских солдат взял в плен. 12 июля при наступлении на деревню Заблоде огнём из своего пулемёта уничтожил до 15 гитлеровцев.
Приказом по войскам 3-й армии от 22 августа 1944 года гвардии младший сержант Халимбетов Жолдасбай (в приказе – Жулдасвей) награждён орденом Славы 2-й степени.
1 сентября 1944 года был ранен, третий раз за войну, на это раз - тяжело. После госпиталя в свою часть не вернулся. Боевой путь продолжил в рядах 133-го стрелкового полка 38-й гвардейской стрелковой дивизии, командовал стрелковым отделением. Отличился в боях за город Гдыня (Польша).
27 марта 1945 года в боях за город Гдыня (Польша) гвардии младший сержант Халимбетов первым поднялся в атаку и увлёк за собой бойцов. Ворвавшись с отделением в город, очистил от противника 2 дома и уничтожил при этом 12 фашистских солдат.
Приказом по частям 38-й гвардейской стрелковой дивизии от 14 апреля 1945 года № 25/н гвардии младший сержант Халимбетов Жолдасбай (в приказе – Жолдосвой) награждён орденом Славы 3-й степени (в наградном листе не было отметки о предыдущих награждениях).
В 1945 году младший сержант Xалимбетов демобилизован.
Вернулся на родину. До 1961 года работал в совхозе, затем бригадиром в Нукусском лесхозе.
Указом Президиума Верховного Совета СССР от 13 апреля 1983 года приказ от 14 апреля 1945 года был отменён и Халимбетов Жолдасбай награждён орденом Славы 1-й степени. Стал полным кавалером ордена Славы.
Жил в совхозе «Нукус» (отделение Саманбай) Нукусского района Каракалпакстана, Узбекистан.
Старший сержант в отставке.

## Награды
- Орден Отечественной войны II степени (11.03.1985)[3]
- Орден Славы I степени(27.06.1945)
- Орден Славы II степени(22.08.1944)[4]
- Орден Славы III степени (02.03.1944)[5]
- Медаль «В ознаменование 100-летия со дня рождения Владимира Ильича Ленина» (6 апреля 1970)
- Медаль «За победу над Германией в Великой Отечественной войне 1941—1945 гг.» (9 мая 1945[6])
- Юбилейная медаль «Двадцать лет Победы в Великой Отечественной войне 1941—1945 гг.» (7 мая 1965[7])
- Юбилейная медаль «Тридцать лет Победы в Великой Отечественной войне 1941—1945 гг.»[8]
- Медаль «Сорок лет Победы в Великой Отечественной войне 1941—1945 гг.»[9]
- Юбилейная медаль «50 лет Вооружённых Сил СССР» (26 декабря 1967[10])
- Юбилейная медаль «60 лет Вооружённых Сил СССР» (28 января 1978[11])
- Знак «25 лет победы в Великой Отечественной войне» (1970)